# Víctor Pérez Zamora
Víctor Pérez Zamora (2006) es un deportista español que compite en ciclismo en la modalidad de trials. Ganó dos medallas de oro en el Campeonato Mundial de Ciclismo Urbano, en los años 2023 y 2024, en la prueba de equipo mixto.

## Palmarés internacional
| Campeonato Mundial | Campeonato Mundial    | Campeonato Mundial | Campeonato Mundial |
| Año                | Lugar                 | Medalla            | Competición        |
| ------------------ | --------------------- | ------------------ | ------------------ |
| 2023               | Glasgow (Reino Unido) | Medalla de oro     | Equipo mixto       |
| 2024               | Abu Dabi (EAU)        | Medalla de oro     | Equipo mixto       |